# تورستن ویدنر
تورستن ویدنر (آلمانی: Thorsten Weidner؛ زادهٔ ۲۹ دسامبر ۱۹۶۷) شمشیرباز اهل آلمان است.
وی در مسابقات کشوری و بین‌المللی در مجموع برندهٔ ۱ مدال طلا، ۱ مدال نقره شده‌است.